# Wielewaalzanger
De wielewaalzanger (Hypergerus atriceps) is een zangvogel uit de familie Cisticolidae.

## Verspreiding en leefgebied
Deze soort komt voor van Senegal tot de Centraal-Afrikaanse Republiek.

## Status
De grootte van de populatie is niet gekwantificeerd maar de soort wordt omschreven als zeldzaam tot algemeen. Op de Rode lijst van de IUCN heeft deze soort de status niet bedreigd.